# BK Moravská Slavia Brno
BK Moravská Slavia Brno (celým názvem: Basketbalový klub Moravská Slavia Brno) byl český basketbalový klub, který sídlil v brněnských Štýřicích. V roce 2008 došlo k fúzi s mládežnickým klubem JBC Brno (Jihomoravské basketbalové centrum). Klub původně patřil pod hlavičku SK Moravská Slavia Brno, ale v roce 1993 došlo k oddělení od sportovního klubu a založení BK Moravské Slavie Brno. Klub sídlil na Vídeňská 9, kde hrával v hale Morenda.

## Historické názvy
- TJ Slavia Brno, oddíl košíkové (Tělovýchovná jednota Slavia Brno, oddíl košíkové)
- 1965 – TJ Moravská Slavia Brno, oddíl košíkové (Tělovýchovná jednota Moravská Slavia Brno, oddíl košíkové)
- 1993 – BK Moravská Slavia Brno (Basketbalový klub Moravská Slavia Brno)

## Získané trofeje
- Československá basketbalová liga ( 2× )
  - 1952, 1953

## Umístění v jednotlivých sezonách

### Umístění mužů
Stručný přehled
Zdroj: 
- 1952–1953: Mistrovství Československa (1. ligová úroveň v Československu)
- 1953–1955: Přebor republiky (1. ligová úroveň v Československu)
- 1955–1956: 1. liga (1. ligová úroveň v Československu)
- 1971–1972: 1. liga (1. ligová úroveň v Československu)

Jednotlivé ročníky
Zdroj: 
Legenda: ZČ - základní část, červené podbarvení - sestup, zelené podbarvení - postup, fialové podbarvení - reorganizace, změna skupiny či soutěže
| Československo (1952 – 1972) |                            |           |           |                                       |              |
| Sezóny                       | Soutěž                     | Úroveň    | ZČ        | Play-off, nadstavba, sk. o udržení... | Poznámky     |
| 1952                         | Mistrovství Československa | 1. úroveň | 1. místo  |                                       |              |
| 1953                         | Mistrovství Československa | 1. úroveň | 1. místo  |                                       | Reorganizace |
| 1953/54                      | Přebor republiky           | 1. úroveň | 2. místo  |                                       |              |
| 1954/55                      | Přebor republiky           | 1. úroveň | 8. místo  |                                       | Reorganizace |
| 1955/56                      | 1. liga                    | 1. úroveň | 8. místo  |                                       | Sestup       |
| ...                          |                            |           |           |                                       |              |
| 1971/72                      | 1. liga                    | 1. úroveň | 12. místo |                                       | Sestup       |

### Umístění žen
Stručný přehled
Zdroj: 
- 1941–1942: Zemská liga (1. ligová úroveň v Protektorátu Čechy a Morava)
- 1954–1955: Mistrovství Československa (1. ligová úroveň v Československu)
- 1955–1956: 1. liga (1. ligová úroveň v Československu)

Jednotlivé ročníky
Zdroj: 
Legenda: ZČ - základní část, červené podbarvení - sestup, zelené podbarvení - postup, fialové podbarvení - reorganizace, změna skupiny či soutěže
| Protektorát Čechy a Morava (1941 – 1945) |                            |           |          |                                       |                             |
| Sezóny                                   | Soutěž                     | Úroveň    | ZČ       | Play-off, nadstavba, sk. o udržení... | Poznámky                    |
| 1941/42                                  | Zemská liga                | 1. úroveň | 4. místo |                                       |                             |
| ...                                      |                            |           |          |                                       |                             |
| Československo (1945 – 1956)             |                            |           |          |                                       |                             |
| Sezóny                                   | Soutěž                     | Úroveň    | ZČ       | Play-off, nadstavba, sk. o udržení... | Poznámky                    |
| ...                                      |                            |           |          |                                       |                             |
| 1954/55                                  | Mistrovství Československa | 1. úroveň | 4. místo |                                       | Reorganizace                |
| 1955/56                                  | 1. liga                    | 1. úroveň | 3. místo |                                       | Převod licence do Žabovřesk |